# Uvězněná na Špilberku
Uvězněná na Špilberku (hráno také jako Vězněná na Špilberku, v anglickém originále The Captive of Spilberg) je opera o dvou jednáních českého skladatele Jana Ladislava Dusíka (Craw 155). Libreto k ní napsal anglický dramatik Prince Hoare jako adaptaci opéra comique Camille ou le Souterrain Benoîta-Josepha Marsolliera des Vivetières a Nicolase-Marie Dalayraca. Část hudby podle svých Vzpomínek napsal anglický zpěvák Michael Kelly. Premiéru Uvězněné na Špilberku uvedlo 14. listopadu 1798 londýnské Královské divadlo Drury Lane.

## Vznik, charakteristika a historie
Skladatel Jan Ladislav Dusík přesídlil z Paříže do Londýna počátkem roku 1789. Proslavil se v tomto městě zejména jako klavírní virtuos a vyhledávaný učitel hry na klavír. Roku 1792 se oženil se Sophií Corriovou, dcerou hudebního nakladatele Domenica Corriho, a spolu s ním také založil nakladatelství Corri, Dussek & Co. Jako skladatel psal Dusík po celý život instrumentální hudbu, zejména pro klavír nebo harfu. Vokální hudba je v jeho díle zastoupena jen skromně a v oboru hudebního divadla je omezena na krátkou etapu spolupráce s pěvcem a divadelníkem Michaelem Kellym a divadlem v Drury Lane.
Michael Kelly (1762–1826) byl významný irský tenorista, který studoval a působil rovněž v Itálii (1779–1783) a Vídni (1783–1787), kde se seznámil s řadou hudebních osobností (D. Cimarosa, P Anfossi, A. Salieri, W. A. Mozart, J. K. Vaňhal, Dittersdorf, J. Haydn…). Po příjezdu do Londýna měl velmi úspěšnou kariérou v londýnském Královském divadle Drury Lane jako hlavní tenorista a od roku 1793 i jako jeho ředitel. Současně také – většinou s pomocí profesionálů – psal a aranžoval hudbu, většinou prosté písně, ale i komické opery. Nejprve spolupracoval především se svým blízkým přítelem, skladatelem Stephenem Storacem, který však zemřel roku 1796. S J. L. Dusíkem se profesionálně stýkal nejméně od roku 1790. Když Kelly po Storaceově smrti hledal nové skladatele, podařilo se mu ke spolupráci přesvědčit Dusíka, který trpěl chronickými finančními problémy. Nejvýznamnějším výsledkem jejich spolupráce byla opera Uvězněná na Špilberku.

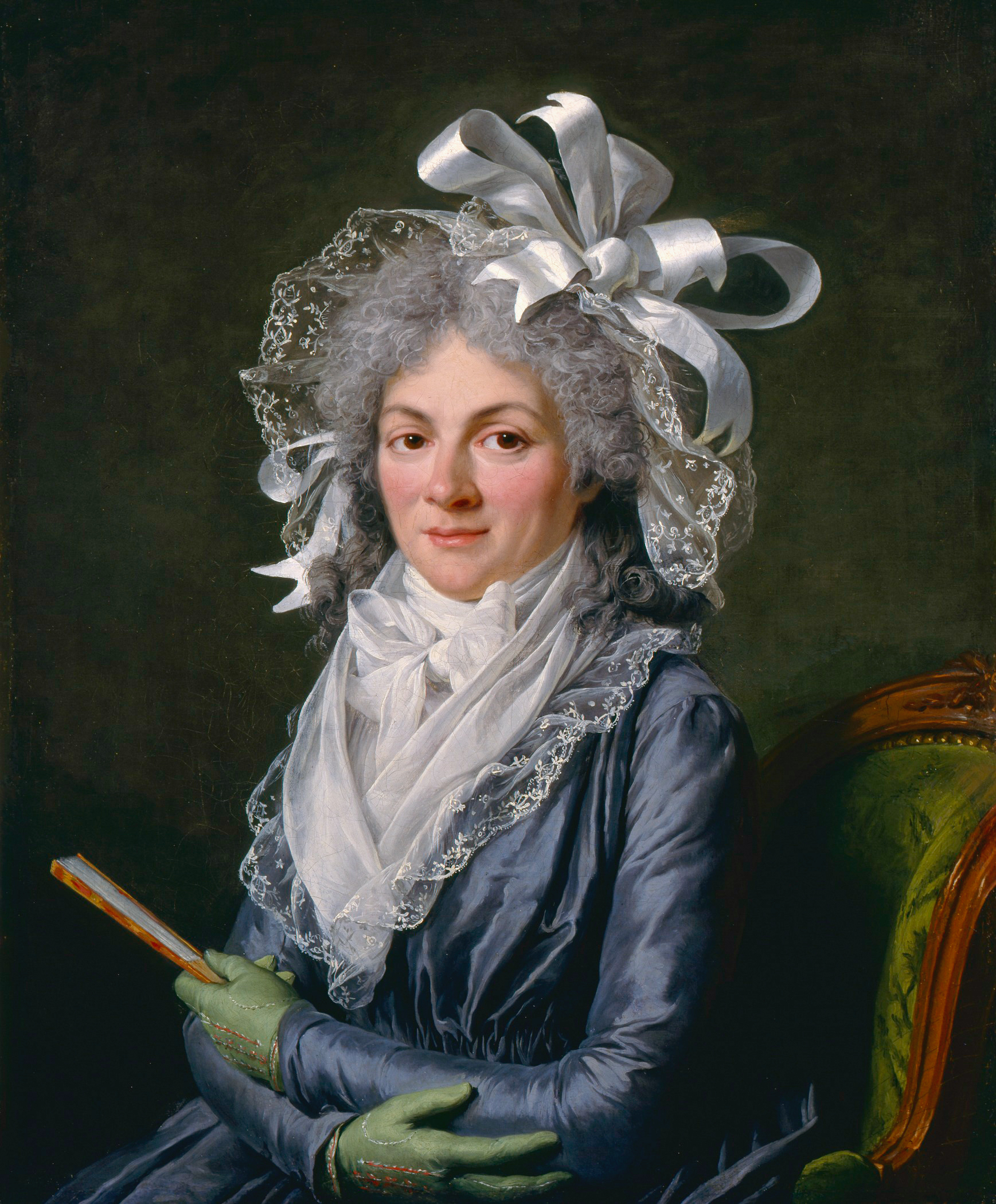
Autorka námětu k Uvězněné na Špilberku, Madame de Genlis, malba Adélaïde Labille-Guiardové z roku 1790

Námět Uvězněné na Špilberku pocházel původně z prvního svazku knihy Adèle et Théodore, ou Lettres sur l'éducation contenant tous les principes relatifs à l’éducation des Princes, des jeunes personnes et des hommes francouzské dvorní dámy a spisovatelky Stéphanie-Félicité du Crest de Saint-Aubin, hraběnky de Genlis (1746–1830). Ten vyšel poprvé roku 1782 a nabyl značné popularity nejen ve Francii, ale i v Anglii, kde vyšel v překladu již roku 1783 a do premiéry Uvězněné na Šiplberku se dočkal šesti vydání. V něm Madame de Genlis vypravuje mimo jiné pod názvem „Histoire de la duchesse de C***“ příběh vévodkyně de Cerifalco, již potkala v Římě roku 1776 a kterou její manžel, který ji neprávem podezříval z nevěry s jeho synovcem, vydával za mrtvou a devět let věznil ve věži svého hradu; teprve když umíral, předal synovci klíče od vévodkynina vězení. Tento příběh použil dramatik, libretista a speleolog Benoît-Joseph Marsollier des Vivetières (1750–1817) k textu Camille ou le Souterrain (Kamila aneb Podzemí), který zhudebnil oblíbený autor opéra comique Nicolas Dalayrac (1753–1809) a který měl premiéru 19. března 1791 v pařížské Opéra-Comique. Tato opera byla přímou inspirací pro Dusíkovu zpěvohru pro Londýn, zatímco ve střední Evropě se prosadilo zhudebnění téhož námětu skladatelem Ferdinandem Paërem; jeho opera Camilla, ossia il soteranneo měla premiéru 28. února 1799 ve vídeňském Divadle u Korutanské brány a hrála se i v Praze (prem. 2. října 1799) a Brně (prem. 17. března 1817). Obě zpracování lze řadit k typu tzv. osvobozenecké opery, v němž děj směřuje k finále ukazujícímu „záchrana jednoho nebo více protagonistů z akutního nebezpečí života“ a který byl zvláště oblíbený v posledních desetiletích 18. století.

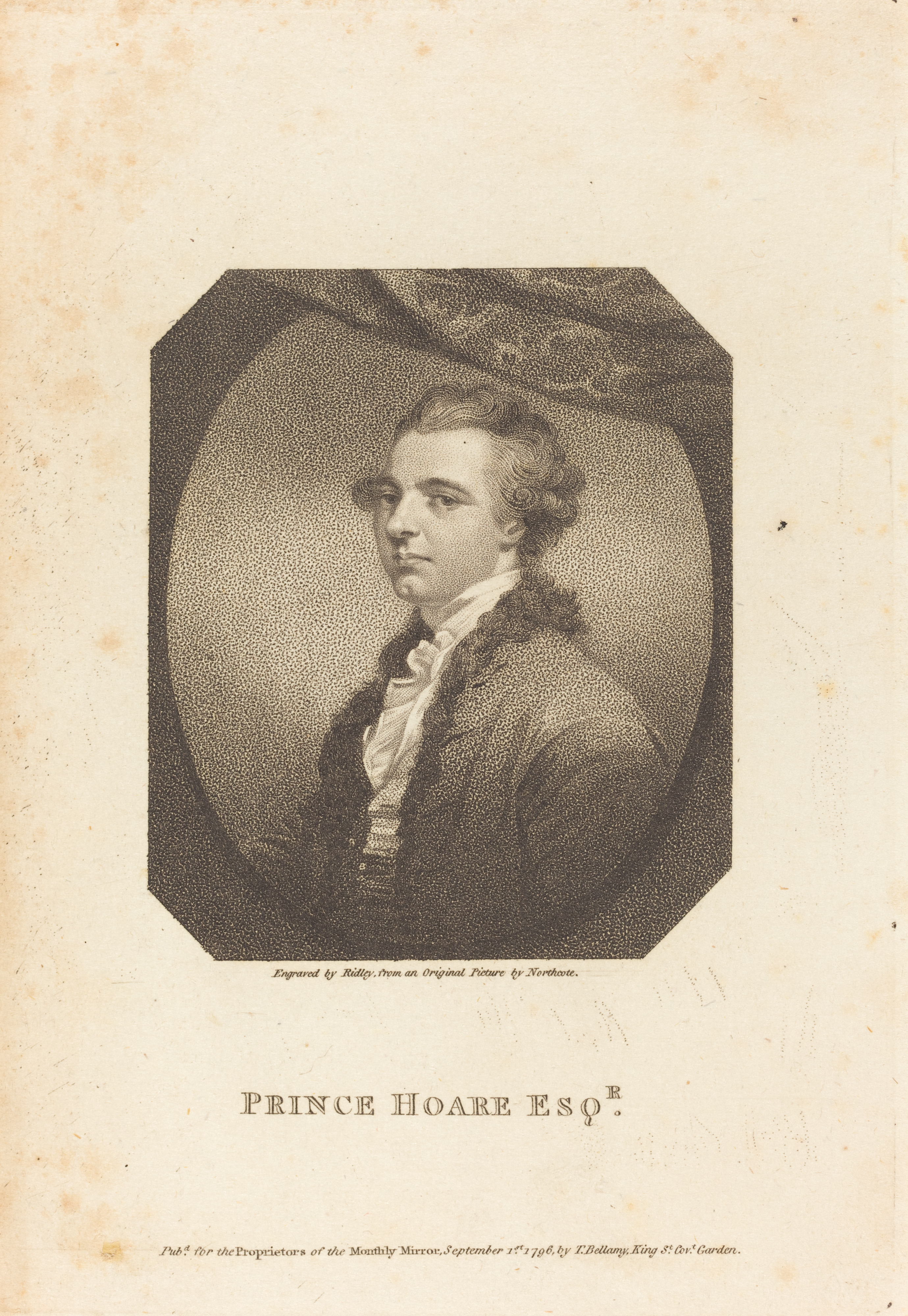
Prince Hoare ml., rytina Williama Ridleyho z roku 1796

Anglické libreto Uvězněné na Špilberku napsal malíř a dramatik Prince Hoare ml. (1755–1834), autor řady děl pro Drury Lane. Jeho přepracování Marsollierova textu odráží rozdílná očekávání pařížského a londýnského obecenstva, jakož i konkrétní možnosti divadla v Drury Lane. Předmluva k libretu ostatně říká: „Při úpravě [Kamily aneb Podzemí] pro anglické jeviště jsme se vynasnažili vybrat nejvýraznější a nejzajímavější rysy originálu.“ Průběh děje je vcelku věrně sledován, ale je přeložen z Itálie do českých zemí, zřejmě jako odkaz na Dusíkovu vlast, i když konkrétní lokální ukotvení je omezeno na zmínky o Praze, (římském) císaři a především o hradě Špilberku jako místě, kde se děj odehrává. Jak roku 1978 výstižně konstatoval recenzent brněnského deníku Rovnost, „idea osvobození nevinného ustupuje […] v anglické adaptaci místní tradici raně romantických «gotických» příběhů a Špilberk, v té době již obecně známý symbol věznice, zde hraje spíše roli horrorové rekvizity nežli reálného dějiště“. Podle recenzenta Hudebních rozhledů (v roce 2000, při příležitosti poslední – k r. 2025 – české inscenace Uvězněné na Špilberku) tato opera „navazuje na tradici anglické ballad-opera s hudebně-dramaturgickými prvky raného romantismu“. Hoare rovněž ponechal všechny postavy z předlohy, jen jim přidělil vágně slovanská nebo německá jména. Řada scén byla zkrácena a děj napřímen, celkově byla tři dějství redukována na dvě, zato však Hoarovo libreto využívá technického zázemí divadla v Drury Lane tím, že předepisuje více scénických proměn a složitější, efektní scénografii. Podle anglického vkusu je doplněno více komických scén. Jiné rozdíly souvisí s omezenějšími schopnostmi orchestru a vedlejších herců divadla v Drury Lane, jakož i prostšímu očekávání londýnského publika ve vztahu k anglickým operám: složitější ansámbly a finále jsou již v textu vyškrtnuty nebo značně redukovány a hlavní záporná role barona Korowitze nemá žádné hudební sólo, naopak je posílena úloha titulní hrdinky a jejího zachránce, jež hráli Kelly a přední pěvkyně souboru, Anna Maria Crouchová (1763–1805), milenka Kellyho a prince Jiřího. Libreto bylo věnováno whigskému politikovi kpt. Charlesi (Medowsovi) Pierrepontovi, vikomtu Newarkovi (1737–1816).

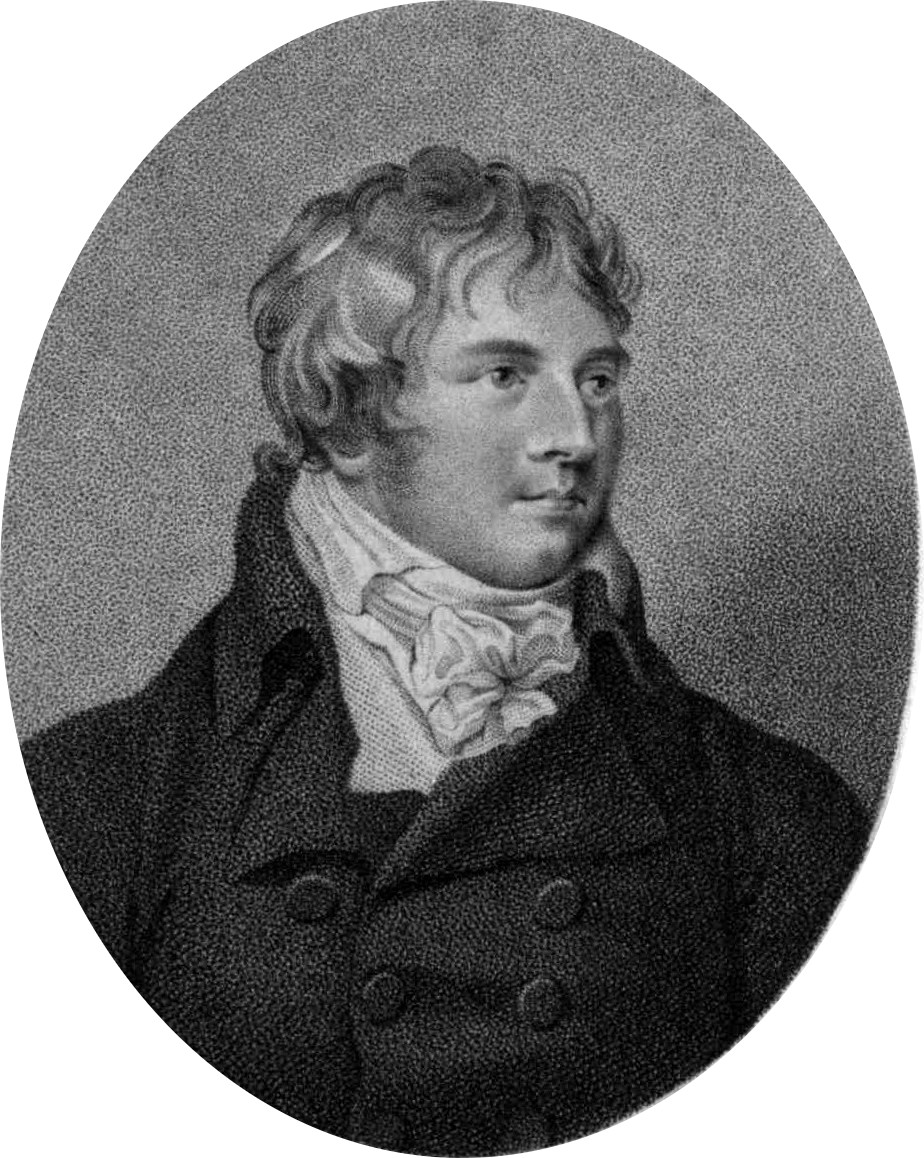
Jan Ladislav Dusík, rytina Wilhelma Arndta z roku 1800

Dusíkova hudba je oproti Dalayracově (nebo Paërově) méně složitá a hudební čísla jsou celkově vesměs kratší. Podle Davida Charltona „je její tón všude lehčí a melodičtější. Mozartův duch – zejména Kouzelná flétna – se nikdy nejeví daleko, zejména v ansámblech.“ Opera obsahuje relativně rozsáhlou předehru a výrazná instrumentální čísla, jako svatební tanec nebo „uherský“ vojenský pochod. Pozoruhodná jsou zejména místa s největším výrazem a citem, z nichž na nejlepší Charlton považuje Eugeniinu ukolébavku Dwell, Gentle Sleep. Recenzent Hudebních rozhledů ji charakterizoval takto: „Hudebně je to tedy přechodný typ klasicistního singspielu a romantického svítání na operu.“ I vzhledem k tomu, že v Anglii v té době hlavní příjmy pro skladatele vyplývaly z tištěných vydání hudby, vydal Dusík záhy klavírní výtah Uvězněné na Špilberku ve svém nakladatelství. Samostatně byla vydána rovněž některá populární a lehce interpretovatelná čísla z této opery (Heigho, Good Night, When You and I Are Married), a to dokonce v Baltimoru.

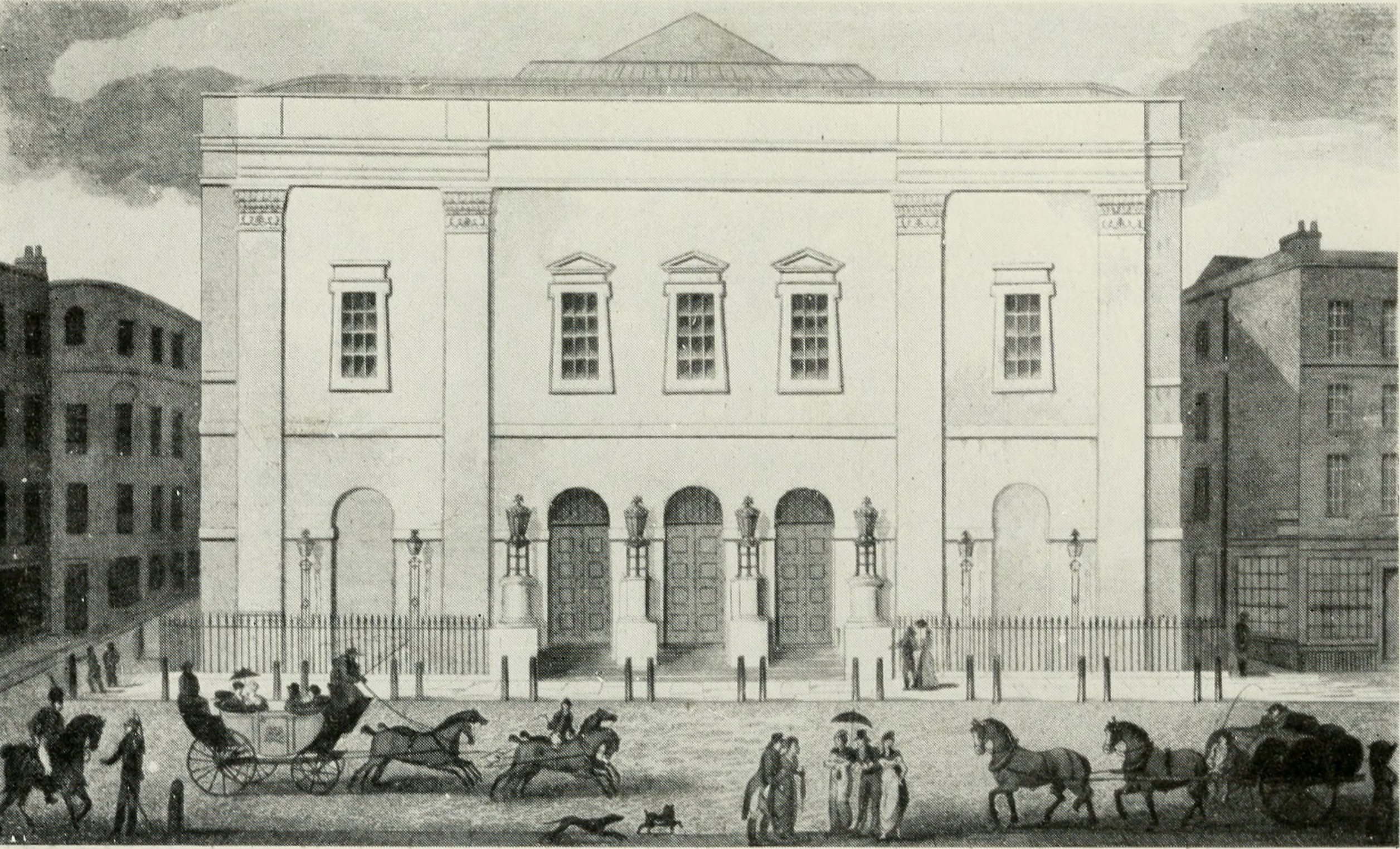
Královské divadlo Drury Lane v roce 1812

Není jasné, zda a nakolik se na hudbě Uvězněné na Špilberku podílel i sám Kelly. Ve svých pamětech, vydaných po Dusíkově smrti, o této opeře uvádí: „Další hudební kus, který jsem ve Drury Lane uvedl, vznikl ve spolupráci s panem Dusíkem, slavným hráčem na pianoforte; on k němu napsal vážnou část – já tu komickou. Co napsal, bylo mistrné a účinné. Kus se nazýval Uvězněná na Špilberku, příběh pocházel z Francouzského kusu Camille; ou, le Souterrain; byl zdařile upraven Princem Hoarem a hrál se po sedmnáct večerů.“ Při londýnském uvedení byl v inzerátech v tisku, na vydané partituře i v novinových recenzích jako jediný autor hudby uváděn Dusík; naopak při pozdějším uvedení v New Yorku byla tato opera inzerována jako dílo Dusíka a Kellyho. V každém případě byla hudba – jak zdůrazňovala vydaná partitura – „zcela nová“, na rozdíl od běžných oper tehdejšího anglického jeviště včetně Storaceových nebo Kellyových, které obsahovaly přiznané či nepřiznané výpůjčky různých autorů.

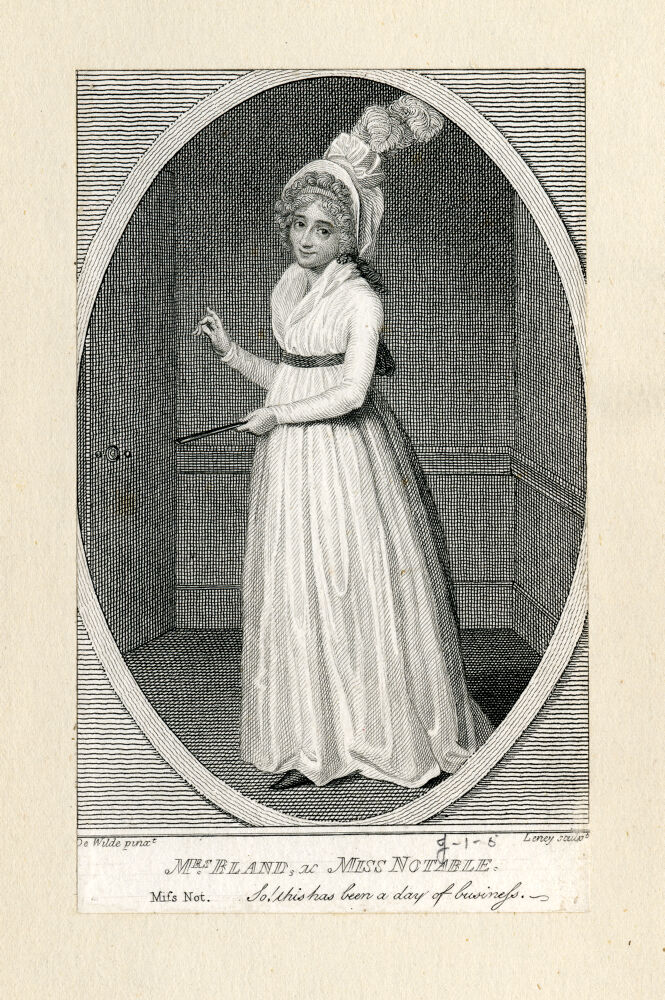
Maria Theresa Blandová, první Moola v Uvězněná na Špilberku

Premiéře opery 14. listopadu 1798 předcházela komedie A Bold Stroke for a Wife Susanny Centlivreové. Podle ohlasů v tisku byla premiéra velmi úspěšná, opera „byla včera večer přijata s jednohlasým potleskem velmi početného obecenstva“ (The Morning Post). Rovněž časopis The Lady's Monthly Museum zpravoval, že „nové hudební drama“ Uvězněná na Špilberku bylo „přijato velmi příznivě“ a že „s pomocí velmi ohromující a malebné výpravy a Dusíkovy okouzlující hudby nese příslib, že se na jevišti osvědčí“. The Times psaly: „Pan Dusík prokázal v hudbě, která je zcela nová, plnou znalost zásad umění. Jeho skladba je převážně melancholického rázu, a jako taková je přiměřená námětu, ale i nejzádumčivější obyčeje a ponurá hnutí duše nechávají prostor pro rozličnost ruchů a rozmanitost výrazů, jež se mu zcela nepodařilo popsat. Melodie je veskrze přirozená a sbory jsou bez výjimky tak dokonalými vzory vědeckého vkusu, jaké můžeme dílech současných divadelních skladatelů nalézt. Předehra zasluhuje pochvaly pro svou jemnost, něžnost a přesnou kombinaci svých vět, a byla přijata s opakovaným potleskem.“ The Times si stěžoval na údajne nevkusnou opileckou scénu, která byla po premiéře škrtnuta; naopak byla dodatečně doplněna krátká scéna s árii pro postavu Mooly. European Magazine mínil, že Dusíkova hudba „ho zařazuje mezi první skladatele naší doby“. Počet dosažených repríz je uváděn různě: čtrnáct (Craw), sedmnáct (Kelly) nebo devatenáct (Fenner), tedy relativní úspěch, nikoli však takový, aby dokázal pokrýt náklady na inscenaci.
Dusík spolupracoval s Kellym i později; napsal předehry a instrumentální mezihry ke Kellyho operám Feudal Times (19. ledna 1799, Craw 159) a Pizarro (24. května 1799, Craw 173). Mezitím však Dusíkovo nakladatelství prodělalo úpadek, a zatímco jeho tchán Domenico Corri skončil krátce ve vězení pro dlužníky, Dusík uprchl před věřiteli (a svou ženou a novorozenou dcerou Olivií) do Hamburku. Ke kompozici pro hudební divadlo se již nevrátil.

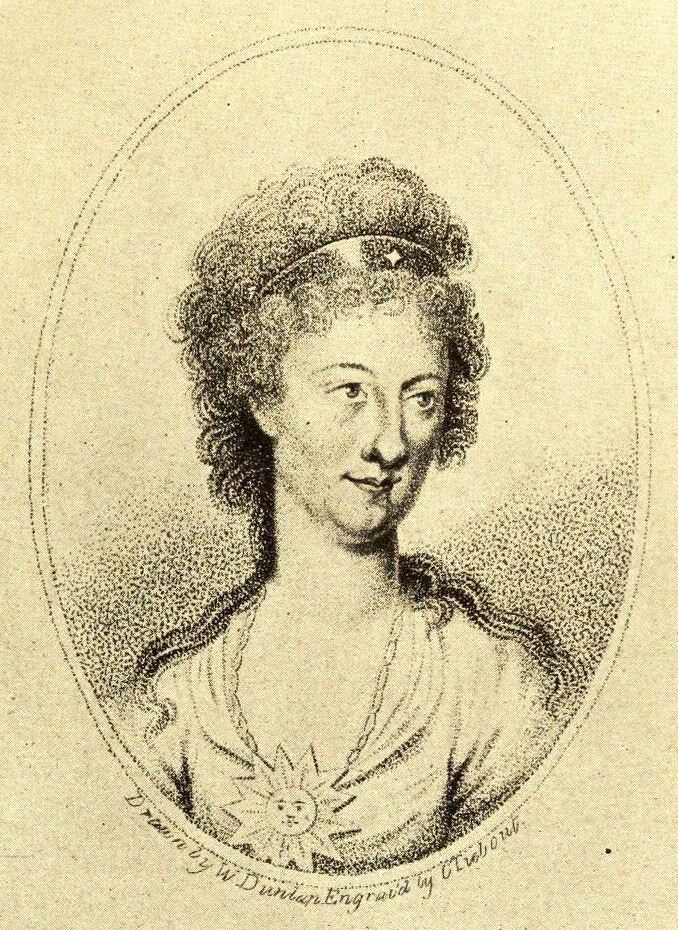
Frances Brett Hodgkinsonová, Eugenia v newyorské inscenaci Uvězněné na Špilberku

Jediná další soudobá inscenace Dusíkovy Uvězněné na Špilberku je doložena v Park Street Theater (Park Theater) v New Yorku. Hrála ji tam Old American Company, nejstarší profesionální divadelní společnost, a to poprvé 25. března 1801. Celkově jsou doložena čtyři představení. Orchestraci na základě klavírního výtahu pořídil Victor Pelissier. Korowitze ztvárnil oblíbený herec John Hodgkinson (vl. jm. Meadowcroft, 1866–1805), Eugenii hrála jeho žena Frances roz. Brettová (1771–1803) a Moolu její sestra Arabella Brettová, komickou činoherní úlohu Liebstoffa pak významný herec a divadelní podnikatel Lewis Hallam Jr. (1740–1808).
V novější době vzkřísila tuto Dusíkovu operu dramaturgicky výbojná brněnská Komorní opera Miloše Wasserbauera, studentské divadlo JAMU. Text přeložily M. Kunderová a Z. Nováková pod názvem Uvězněná na Špilberku. Poprvé byla uvedena koncertně večer 5. října roku 1974 v rámci festivalu Musica Bohemica. 6. března následujícího roku pak měla scénickou premiéru ve studentském divadle v Králově Poli. JAMU tuto inscenaci uvedla, ve spojení s operní prvotinou Leoše Janáčka Počátek románu, i v roce 1978. Pod pozměněným názvem Vězněná na Špilberku ji Komorní opera JAMU znovu úspěšně uvedla v roce 2000 (18., 20. a 22. června) přímo v hradním příkopě na Špilberku v režii Tomáše Kočka, dirigoval Pavel Šnajdr a dekorace a kostýmy navrhla Sylva Marková.

## Osoby a první obsazení
| osoba                                               | hlasový obor | premiéra (14. listopadu 1798)        | česká premiéra (6. března 1975) |
| --------------------------------------------------- | ------------ | ------------------------------------ | ------------------------------- |
| Korowitz, český šlechtic (Hrabě Jiří Korovic)       | bas          | William Barrymore                    | Oldřich Navrátil                |
| Eugenia (Evženie), jeho choť                        | soprán       | Anna Maria Crouch (roz. Phillips)    | Zdena Rybecká                   |
| Canzemar (Kazimír), Korowitzův synovec              | tenor        | Michael Kelly                        | Jan Drahovzal                   |
| Kourakin (Blažej/Bonifác), v Korowitzových službách | tenor        | John Bannister                       | Zdeněk Šmukař                   |
| Mousic-Mirhoff/Meerof (Martin), Cazemarův sluha     | bas buffo    | Richard „Dicky“ Suett                | Miroslav Urbánek ml.            |
| Moola/Moolina (Milena), špilberská rolnice          | soprán       | Maria Theresa Bland (roz. Romanzini) | Irena Ambrožová-Hýlová          |
| Liebstoff (Otmar), Korowitzův sluha                 | mluvená role | Thomas Caulfield                     | Václav Málek                    |
| Iwan/Ivan (Hynek), Korowitzův syn                   | mluvená role | (Miss) Benson                        | Libor Vavřina                   |
| První důstojník císařské gardy                      | …            | Walter Maddocks                      | Oldřich Polášek                 |
| Druhý důstojník císařské gardy                      | …            | Trueman                              | –                               |
| Tachstein                                           | mluvená role | Thomas Hollingsworth                 | –                               |
| Kargad                                              | mluvená role | Wentworth                            | –                               |
| 1. děvče                                            | …            | …                                    | Mária Adamíková                 |
| 2. děvče                                            | …            | …                                    | Hana Durdová                    |
| První české děvče                                   | tanečnice    | Bossi del Caro                       | –                               |
| Vojáci, rolníci, služebnictvo aj.                   |              |                                      |                                 |
| Dirigent:                                           | Dirigent:    | Jan Ladislav Dusík                   | František Sonek                 |
| Režie:                                              | Režie:       | …                                    | Richard Mihula                  |
| Výprava:                                            | Výprava:     | Marinari                             | Antonín Vorel                   |
| Kostýmy:                                            | Kostýmy:     | …                                    | Jana Procházková                |
| Choreograf:                                         | Choreograf:  | …                                    | Václav Málek                    |

## Děj opery
(Předehra)

### 1. dějství

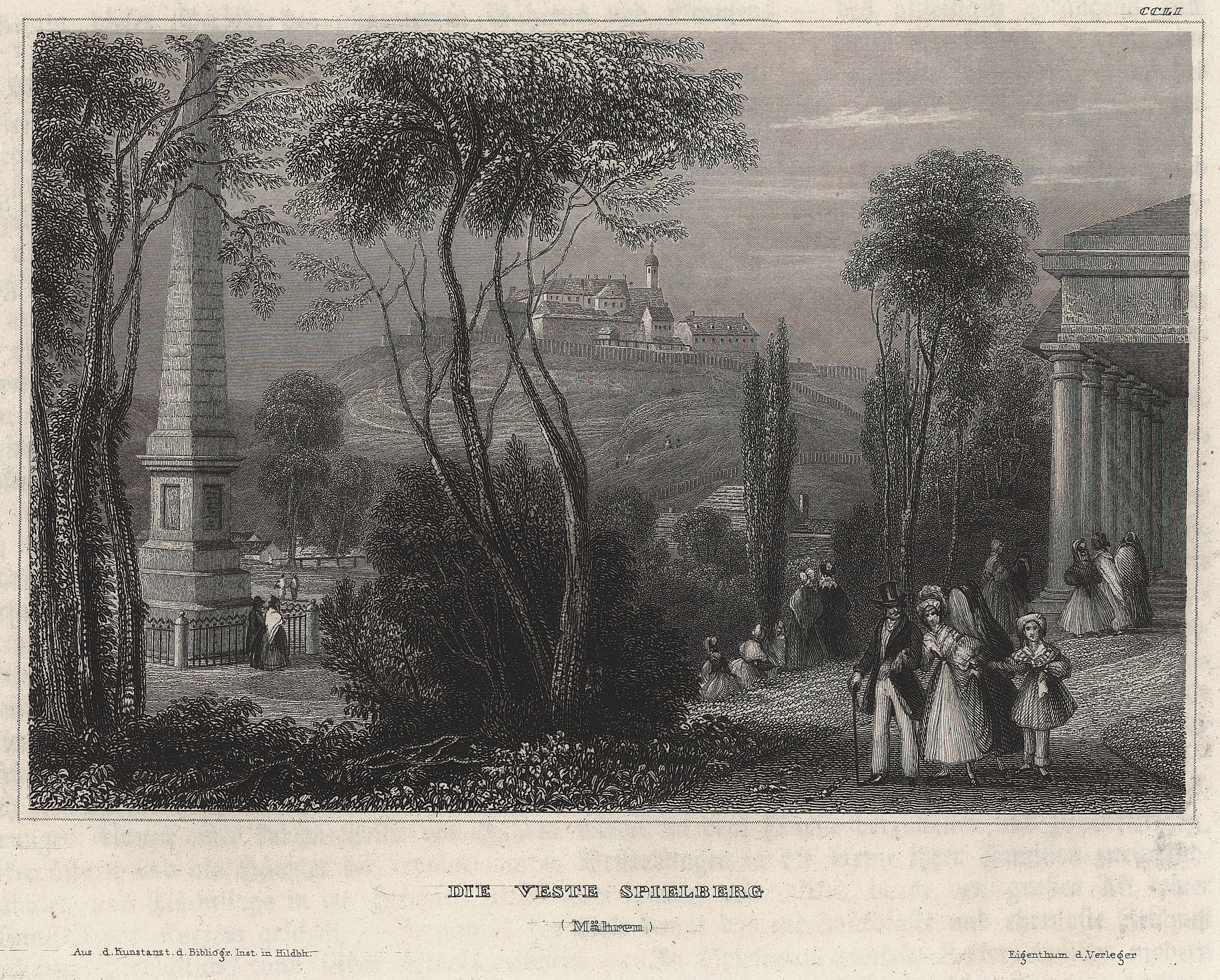
Pevnost Špilberk roku 1839

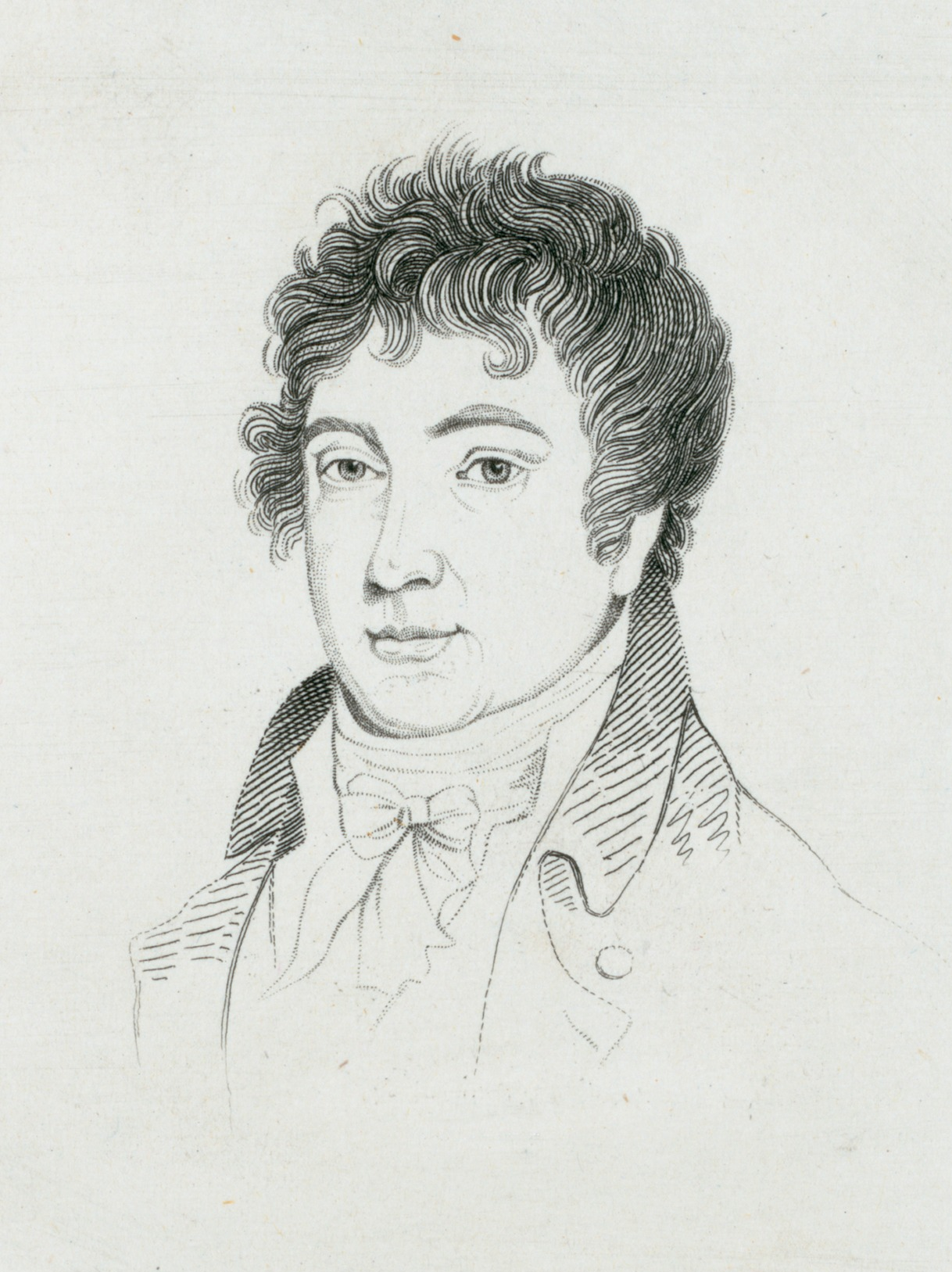
Americký herec John Hodgkinon, který hrál Korowitze v newyorské inscenaci Uvězněné na Špilberku roku 1801

(1. obraz – Zasněžená krajina se dveřmi do starého hradu) Šlechtic Canzemar a jeho sluha Mousic jeli do Prahy a uvázli pod hradem Špilberkem. Jejich koně již nechtěli dál a oni bloudí v chladu a tmě, až jim dá muž z lucernou znamení, aby vstoupili do ponurého, polozbořeného hradu (duet Hush'd in a stilly silence round). Kolemjdoucí vojáci Tachstein a Kargad hovoří o výhodách a nevýhodách pitá alkoholu před nebezpečnou akcí, jíž se mají dnes v noci účastnit.
(2. obraz – Velká síň na hradě) Kourakin vpouští cizince dovnitř a vítá je, představuje se jako zahradník a všeobecný správce hradu, ale hlavním povoláním milovník (píseň I've lov'd so many a maiden fair). Jeho pán Korowitz je prý však málomluvný, nerudný a násilný. Jak potvrzuje Korowitzův osobní sluha Liebstoff, pán se před několika dny po dlouhé době vrátil na hrad a přivezl s sebou jakési dítě. Kourakinovi není pánova přítomnost vhod, protože musel odložit svatbu s místní venkovankou Moolou; se zpožděním se obřad má konat dnes. Zazvoní panský zvon a Kourakin ihned běží k službám. Moola zatím oběma cizincům vysvětluje, jak důležité je pánova zvonku uposlechnout (tercet Of the gong, of the gong, sirs, I'll tell you the meaning).
Poté v hovoru s Mousicem Canzemar vypráví, jak před nějakou dobou zachránil jistou vdanou paní před loupežníky, ale pak ji místo domů odvezl k sobě. Jméno manžela mu paní zatajila, a když Canzemarovi ani po třech týdnech vězení nebyla po vůli, odvezl ji do Prahy a pustil na svobodu, avšak pod přísahou, že nikomu neprozradí, co se přihodilo.
Moola byla Kourakinem poslána je zabavit. Mousic se jí vlichocuje, ale dívka ho odmítá, stejně jako dříve jiné nápadníky: má jen jednoho, svého ženicha (árie When the shepherd asks my hand, sir). Ten se vrací a všechny spěšně vyžene, protože do síně právě přichází hradní pán Korowitz se sluhy, kteří mu chystají psací stůl a náčiní (scénická hudba – „symfonie“). Korowitz, nedbale oděný a rozrušený, však po chvíli opět odejde. Kourakin hostům vypráví, že za Korowitzovým duševním stavem musí být jistá mladá žena, která zde byla vězněna až do své nedávné smrti a kterou neviděl nikdo jiný než dozorce, jenž rovněž před týdnem zemřel. Pak se Korowitz opět vrací. V monologu hovoří o tom, že právě v podzemní kobce pod tímto sálem je vězněna jeho manželka Eugenia. Tu Korowitz sňatkem pozvedl z neurozeného stavu a měl s ní siny, jenže poté Eugenia tři týdny strávila tři týdny s jakýmsi mužem, jehož jméno odmítá sdělit, a Korowitz je přesvědčen o její nevěře. Nadzvedne poklop a z podzemí je slyšet Eugeniin zpěv (intermezzo Sad Zelma mourn'd her lov'd Haroun). Korowitz je odhodlán vynutit z ní přiznání tím, že přivede jejich syna.
Kourakin se vrací a žádá pána, aby mohl svatební tancovačku uspořádat v tomto sále, který je na hradě jediný dostatečně velký a stavebně bezpečný. Korowitz tanec povoluje, ale na jiném místě, a urychleně odejde. Kourakin o tom zpravuje Moolu a oba se těší na svatbu (duet When you and I, love, married are). 
(3. obraz – Jiná část hradu) Rolníci se shromáždili ke zpěvu a tanci na oslavu Kourakinovy a Mooliny svatby (sbor Come neighbours to the hall a tanec „dudácká“).

### 2. dějství

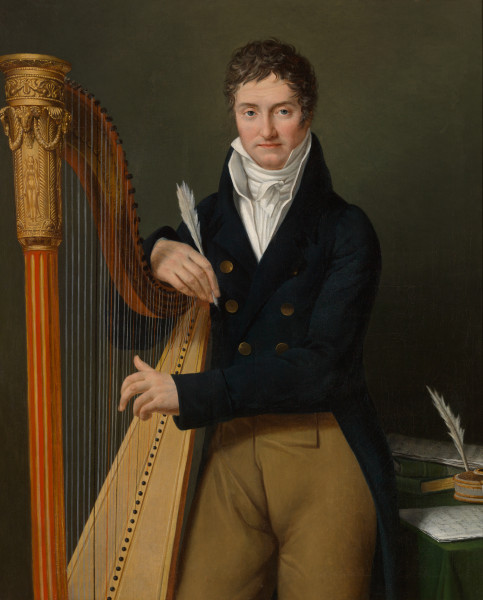
Herec a zpěvák Michael Kelly, první Canzemar v Uvězněné na Špilberku, olejomalba Adèle Romanyové

(1. obraz – Spoře osvětlená komnata na hradě) Moola uvádí Canzemara a Mousica do jejich ložnice pro dnešní noc (árie In poor ones ne'er let envy rife). Oba muži však nemohou usnout: v komnatě je průvan a lože je nepohodlné, Mousic má strach z duchů a Canzemar závidí Kourakinovi jeho manželské štěstí (árie Oh, cruel fortune! busy thou).
(2. obraz – Síň na hradě s tajným vchodem do podzemí) Korowitz přivádí svého syna Iwana se zavázanýma očima. Pak otevírá padací dveře do sklepení a posílá tam Iwana, aby vyzvedl koš s jídlem, který Korowitz Eugenii dříve spustil. Avšak koš byl netknutý a podle Iwana žena – kterou ve tmě nepoznal – hluboce spí. Korowitz chlapci prozradí, že je to jeho matka, a vyděsí ho úmyslem přivodit její smrt. Pak Iwana ukryje a přivolá Eugenii z kobky. Eugenia stále trvá na své nevině a Korowitz chce její přiznání a jméno dotyčného muže, u něhož byla, výměnou za to, že jí přivede syna. Eugenia souhlasí a Korowitz uvádí Iwana. Než však Eugenia začne mluvit, přiběhne Liebstoff a oznamuje, že se do hradu dobývají ozbrojenci vyslaní císařem. Korowitz posílá Eugenii zpátky do kobky a Iwana chce odvést, ale když ho nejde od matky odtrhnout, zavírá je do podzemí oba.
Pak vbíhá Cazemar. Ukazuje se, že je to Korowitzův synovec, který strýce varuje: prý se císař dozvěděl, že Korowitz uzavřel tajný sňatek se ženou jménem Eugenia a je podezřelý, že způsobil její náhlou smrt. Okamžitě se má dostavit do Prahy ke slyšení. Korowitz se obává, že Eugenia a Iwan zemřou hlady, pokud bude odveden, a pověřuje synovce, aby se postaral o jídlo pro „vězněnou oběť“, avšak náhle změní názor a odmítá říci, o koho se jedná, a především kde se vězení nachází. Je vojáky zatčen a odveden („uherský“ vojenský pochod a sbor a ansámbl While wrongs oppress or helpless sorrows cry).

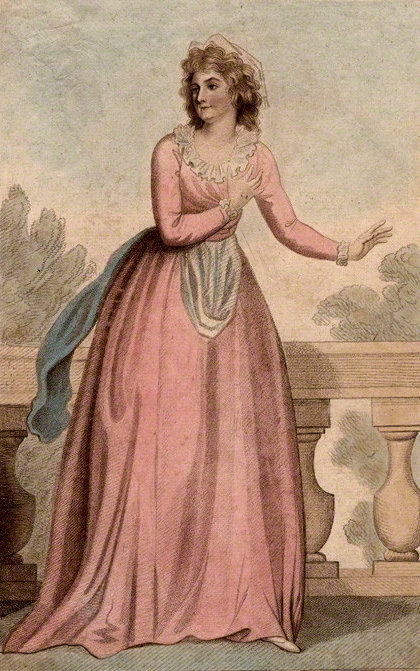
Anna Maria Crouch, první Eugenia v Uvězněná na Špilberku, rytina Edwarda Hardinga z roku 1796

(3. obraz – Zřícená část hradu) [Kourakin vede Mousica ze svatební hostiny zpět do jeho místnosti. Oba jsou namol opilí. Nachází je Canzemar se sluhy a vyptává se Kourakina, co ví o hradním podzemí, ale Kourakin mu není schopen pomoci.]
(4. obraz – Les) Korowitz vojákům uprchl a chce se vrátit na hrad, aby Eugenii a Iwanovi zachránil život.
(5. obraz – Dělené jeviště: horní část představuje hradní zříceniny, dolní podzemí, kde jsou drženi Eugenia a Iwan) Eugenia slyší seshora hlasy, ale je příliš zesláblá, aby jim mohla odpovědět. Bojí se, že spící Iwan zde zemře s ní (árie Rest, gentle sleep, on Iwan's eyes). Iwan se probouzí, ale i on je vyhladovělý a záhy omdlévá. Eugenia marně volá o pomoc. 
Nahoře muži s pochodněmi a krumpáči kopou a prorazí klenbu sklepení. Eugenia chrání Iwana před neznámými, a když k ní přistoupí jako první Canzemar, omdlí (ansámbl What sounds are those above … Eugenia, she's found). V té chvíli přichází i Korowitz. Canzemar mu vysvětlí situaci a zaručí se za neporušenou ctnost své tety, takže Korowitz a Eugenia si mohou padnout zamilovaně do náruče, zatímco ostatní křísí Iwana (závěrečný duet a sbor Hope, thy genial ray we feel … Loudly now let transport swell).